# Thomas Pennant
Thomas Pennant ( 14 de junio de 1726 - 16 de diciembre de 1798) fue un naturalista y anticuario galés.
Los Pennant fueron una familia de la alta burguesía de la parroquia de Whitford, Flintshire, quienes habían conseguido un modesto patrimonio durante el siglo XVI. En 1724, el padre de Thomas, David Pennant, heredó la vecina propiedad de Downing de un primo, lo que aumentó notablemente la fortuna familiar. Downing Hall, donde Thomas nació, se convirtió en la residencia permanante de los Pennant.
Pennant asistió a la escuela primaria de Wrexham, antes de asistir al colegio Thomas Croft de Fulham en 1740. En 1744 entró en el Queen's College de Oxford y posteriormente pasó al Oriel College. Como muchos estudiantes de familias ricas, dejó Oxford sin haber conseguido ningún título, aunque en 1771 su trabajo como zoólogo fue reconocido con varios títulos honoríficos.
A la edad de 12 años se despertó su interés por la naturaleza gracias al libro de Francis Willughby Ornithology. Una excursión por Cornualles en 1746-1747, en la que conoció al anticuario y naturalista William Borlase, despertó su interés por los minerales y fósiles que fueron sus principales temas de estudio durante la década de 1750.
En 1750, su relato de un terremoto en Downing se incluyó en las Philosophical Transactions de la Royal Society, donde apareció en 1756 un artículo de Pennant sobre cuerpos coralinos que había recogido en Coalbrookdale, Shropshire. De forma más práctica, PEnnant usó sus conocimientos de geología para abrir una mina que ayudó a financiar las mejoras realizadas en Downing después de que lo heredara en 1763.
En 1757, a instancias de Carlos Linneo, fue elegido miembro de la Real Academia de las Ciencias de Suecia.
En 1766 publicó la primera parte de British Zoology, una obra meritoria desde el punto de vista de que era una laboriosa compilación de los descubrimientos de otros. Durante esta etapa visitó la Europa continental y conoció a varios científicos de renombre Georges-Louis Leclerc de Buffon, Voltaire, Haller y Pallas.
En 1767 fue elegido miembro de la Royal Society de Londres. En 1771 su Synopsis of Quadrupeds fue publicada. A finales del mismo año publicó A Tour in Scotland in 1769, que se hizo notoriamente popular seguido en 1774 de otra narración de un viaje a Escocia en dos volúmenes. Estos trabajos sirvieron para preservar importantes tradiciones antiguas que de no ser por su narración se habrían perdido.
En 1778 publicó una obra similar Tour in Wales, seguida por Journey to Snowdon (parte uno en 1781; parte dos en 1783), que posteriormente serían el segundo volumen de Tour.
En 1782 publicó Journey from Chester to London. Entre 1785 y 1787 publicó Arctic Zoology.
En 1790 apareció su Account of London, que se reeditó en varias ocasiones y tres años más tarde publicó su autobiográfico Literary Life of the late T. Pennant. En sus últimos años se dedicó a una obra titulada Outlines of the Globe, de la cual los primeros dos volúmenes aparecieron en 1798 y los tercero y cuarto en 1800 editados por su hijo David Pennant.
También fue el autor de una serie de obras menores que se publicaron después de su muerte. Murió en Downing.
Su correspondencia con Gilbert White fue la base para el libro de White The Natural History and Antiquities of Selborne.
- La abreviatura «Pennant» se emplea para indicar a Thomas Pennant como autoridad en la descripción y clasificación científica de los vegetales.[1]

## Abreviatura (zoología)
La abreviatura Pennant  se emplea para indicar a Thomas Pennant como autoridad en la descripción y taxonomía en zoología.